# Benedetto di Giorgio
Benedetto di Giorgio, detto anche Benedetto da Faenza o Benedetto da Siena, noto anche con lo pseudonimo di Maestro Benedetto (Faenza Siena, circa 1485 – Siena, circa 1550), è stato un ceramista italiano.

## Biografia
Benedetto di Giorgio, figlio di Giorgio da Faenza, ebbe un'importante bottega di maiolicaro a Siena, nel quartiere di Porta San Marco, dove fu attivo nella prima metà del XVI secolo, introducendo la lavorazione e lo stile delle ceramiche faentine.
Il carattere delle maioliche senesi e dei centri minori di quegli anni evidenziarono questa influenza, il che dimostra la fama che ebbe l'arte di Benedetto di Giorgio.
I documenti storici attestano la sua residenza a Siena già verso il 1503; nel 1510 diventò membro della confraternita di Santa Lucia, nella quale raggiunse la carica di console.
Fra il 1518 e il 1520 egli lavorò operosamente con la farmacia dell'ospedale di Santa Maria della Scala, producendo una grande quantità di vasi.
Nell'anno 1541 era ancora attivo e in quegli anni una sua figliola sposò un altro vasaio faentino operoso in Siena.
L'unico pezzo che rechi il nome di Benedetto di Giorgio è un piatto conservato al Victoria and Albert Museum di Londra raffigurante San Girolamo, con una colorazione turchina entro cornice di intrecci bianchi e turchini al centro, e caratterizzato da una fascia di foglioline di tipo "alla porcellana" sull'estremità del piatto; nel retro del piatto vi è l'indicazione dell'autore.
Gli si attribuiscono anche pezzi policromi, alcuni dei quali sono siglati in vario modo.